# Anton Ress
Anton Ress (* 20. Februar 1913 in Aschaffenburg; † 26. Mai 1972 in Bamberg) war ein deutscher Kunsthistoriker und Denkmalpfleger.

## Leben und Wirken
Anton Ress studierte Kunstgeschichte an der Ludwig-Maximilians-Universität München und wurde 1947 bei Hans Jantzen mit einer Arbeit zu dem Barockbildhauer Giovanni Maria Morlaiter promoviert. 1949 wurde er Volontär am Bayerischen Landesamt für Denkmalpflege, anschließend war er an den Kunstsammlungen der Stadt Düsseldorf tätig. Ab 1951 arbeitete er wieder am Bayerischen Landesamt für Denkmalpflege in München, wo er für die Kunstdenkmäler-Inventarisation tätig war. 1960 wurde er zum Konservator ernannt, ab 1961 war er als Bezirkskonservator für Unterfranken zuständig, 1963 wurde er Oberkonservator. 1970 wurde er zum Landeskonservator und Leiter der Abteilung Kunstdenkmäler-Inventarisation ernannt, blieb jedoch auch weiter für Unterfranken zuständig. Er starb an den Folgen eines Autounfalls bei einer Dienstfahrt.
Ress verfasste die Denkmälerinventare der kirchlichen Bauten von Rothenburg ob der Tauber sowie der Stadt Nürnberg. Daneben waren seine Forschungsgebiete unter anderem die Barockplastik sowie die Geschichte des Glases.
Seine Tochter Saskia Durian-Ress (* 1943) wurde ebenfalls Kunsthistorikerin.

## Veröffentlichungen (Auswahl)
- Gedächtnis-Ausstellung Bernhard Sopher (1879–1949); 11. Nov.–31. Dez. 1951. Kunstsammlungen der Stadt Düsseldorf, Düsseldorf 1951.
- St. Jakob, Rothenburg ob der Tauber. Evang.-luth. Pfarrkirche (= Kleine Kunstführer. Band 669). Schnell & Steiner, München/Zürich 1958.
- Stadt Rothenburg o. d. T. Kirchliche Bauten (= Die Kunstdenkmäler von Bayern. Regierungsbezirk Mittelfranken. Band 8). Deutscher Kunstverlag, München 1959.
- mit Günter P. Fehring: Die Stadt Nürnberg. Kurzinventar. (= Bayerische Kunstdenkmale Bd. 10), Deutscher Kunstverlag, München 1961 (2. von Wilhelm Schwemmer bearb. Aufl. 1977 ISBN 3-422-00550-1)
- Kirche zu unserer lieben Frau, Aschaffenburg (= Kleine Kunstführer. Band 915). Schnell & Steiner, München/Zürich 1969.
- Giovanni Maria Morlaiter. Ein venezianischer Bildhauer des 18. Jahrhunderts. Mit Ergänzungen von Saskia Durian-Ress (= Deutsches Studienzentrum Venedig. Studien. Band 2). Deutscher Kunstverlag, München 1979, ISBN 3-422-00692-3 (Druck der Dissertation von 1947).